# Jour de l'Indépendance (Niger)
Pour les articles homonymes, voir Independence Day.
Le jour de l'indépendance de la République du Niger est commémoré le 3 août, marquant l'indépendance de la nation vis-à-vis de la communauté française en 1960. Depuis 1975, c'est aussi la fête nationale de l'Arbre qui est célébrée sur l'ensemble du territoire, car des arbres sont plantés dans tout le pays pour contribuer à la lutte contre la désertification et reverdir le pays pour lutter contre l'avancée du désert.

## Importance de la date
La date de l'indépendance formelle et complète de la France était le 3 août 1960, tandis que le 18 décembre 1958 marque la création de la république et la création de la présidence de la République du Niger, à la suite des changements constitutionnels de la Ve République française et des élections du 04 décembre 1958 au Niger dans les possessions coloniales françaises. Les Nigériens considèrent cette date comme celle de la fondation de leurs institutions nationales. Entre le 18 décembre 1958 et le 3 août 1960, le Niger est resté une république semi-autonome au sein de la Communauté française. Au début des années 1960, une révision de la communauté française autorise l'adhésion des États indépendants et, le 28 juillet, l'assemblée législative nigérienne devient l'assemblée nationale nigérienne : l'indépendance est déclarée le 3 août 1960. Déjà à la tête de l'État et du gouvernement, Hamani Diori devient le président du Niger le 11 novembre 1960.

## Commémoration
Depuis 1960, le 3 août est une fête nationale célébrée sur l'ensemble du territoire nationale. En 1975, le gouvernement a commencé à célébrer le jour de l’Indépendance, en partie grâce à la plantation massive et coordonnée d’arbres afin de lutter contre la désertification. Les célébrations sont également connues sous le nom de Fête de l'Arbre,.
Le Jour de l'Indépendance est célébré au Niger avec des fêtes officielles et des apparitions de dirigeants politiques, une émission officielle du Président ainsi que la tradition (depuis 1975) selon laquelle chaque Nigérien plante un arbre. Il s'agit d'un jour férié ( institué dans les fêtes légales) au cours duquel les bureaux du gouvernement et de nombreuses entreprises sont fermés.

## Voir également
- Histoire du Niger
- Fête de la République (Niger) : 18 décembre